# Medlow Bath
Medlow Bath är en del av en befolkad plats i Australien. Den ligger i kommunen Blue Mountains Municipality och delstaten New South Wales, i den sydöstra delen av landet, omkring 89 kilometer väster om delstatshuvudstaden Sydney.
Närmaste större samhälle är Katoomba, nära Medlow Bath. 
I omgivningarna runt Medlow Bath växer i huvudsak städsegrön lövskog. Runt Medlow Bath är det ganska tätbefolkat, med 56 invånare per kvadratkilometer. Genomsnittlig årsnederbörd är 1 149 millimeter. Den regnigaste månaden är februari, med i genomsnitt 214 mm nederbörd, och den torraste är juli, med 26 mm nederbörd.